# Kaluža
Kaluža é um município da Eslováquia, situado no distrito de Michalovce, na região de Košice. Tem 9,89 km² de área e sua população em 2018 foi estimada em 424 habitantes.

## Demografia
| Ano:        | 1994 | 2004   | 2014   | 2024    |
| ----------- | ---- | ------ | ------ | ------- |
| Broj ljudi: | 343  | 375    | 394    | 481     |
| Razlika:    |      | +9,32% | +5,06% | +22,08% |

| Ano:               | 2023 | 2024   |
| ------------------ | ---- | ------ |
| Número de pessoas: | 472  | 481    |
| Diferença:         |      | +1,90% |